# Sulistrowa
Sulistrowa – wieś w Polsce położona w województwie podkarpackim, w powiecie krośnieńskim, w gminie Chorkówka.
| SIMC    | Nazwa          | Rodzaj    |
| ------- | -------------- | --------- |
| 0347459 | Dąbrowa        | część wsi |
| 0347465 | Na Brzozówkach | część wsi |
| 0347471 | Pasternik      | część wsi |

Pierwsza wzmianka o wsi pochodzi z 1229. W latach 1975–1998 miejscowość administracyjnie należała do województwa krośnieńskiego.